# 上野啓輔
上野 啓輔（うえの けいすけ、1986年3月6日 - ）は、千葉県船橋市出身の元プロ野球選手（投手、右投右打）、野球指導者、実業家。株式会社FROM BASE.代表取締役。大正大学硬式野球部コーチ。NPBでは育成選手であった。

## 経歴

### プロ入り前
中学時代は船橋リトルシニアでプレイ。シニア時代の最高成績は3年春に関東大会ベスト8、当時は投手より打者での活躍が目立っていた。高校は千葉の名門で数々のプロ野球選手がいる習志野市立習志野高等学校に進学。3年になってからはエースで活躍。3回戦でその年Aシードだった我孫子を相手に2安打完封に抑え、身長が192cmだったこともあり長身ピッチャーとして注目された。しかし続く4回戦で専大松戸に1－0で敗退した。卒業後は上武大学に進学するも2ヶ月で中退、その後は野球から離れ半年間フリーター生活を送り様々なアルバイトをしていた。

### アメリカ時代
中学時代所属していた船橋リトルシニアの監督に呼び出されたのをきっかけに単身渡米。18歳でフロリダ・マーリンズアカデミーに入り、その当時現役マイナーリーガーだったリック・バンデンハーク（のちに福岡ソフトバンクホークスで6年間プレー）に出会い、彼の投球に衝撃をうけ、再び野球を本気でやろうと決意。その時に受けたマーリンズのテストには合格せず帰国し、アルバイトを全て辞め母校習志野高校に頼んで毎日高校生がグランドに来る前に練習をし、18歳で二度目の渡米を果たした。2度目のテストには合格したものの、当時9.11テロの問題で外国人へのビザ規制が厳しくチームのビザ発行数が限られていたためチームからビザが下りず、マーリンズへの入団はなくなってしまった。
2005年、当時元巨人のウォーレン・クロマティが監督を務めていたのアメリカの独立リーグ・ゴールデンベースボールリーグのサムライベアーズに入団。
翌2006年からはテキサス・レンジャーズ傘下のマイナーリーグで3シーズンプレー。2006年レンジャーズ傘下ルーキーリーグのアリゾナ・レンジャーズに所属して1勝3敗、防御率4.95。2007年は同じくレンジャーズ傘下の1Aスポケーン・インディアンスに所属して0勝2敗、防御率3.79をマークしている。この時の投手コーチにはかつて巨人でプレーしていたキース・カムストックがいた。
2008年は当初レンジャーズ傘下1AHighベイカーズフィールドブレイズに所属し、のち1ALowクリントンランバージャックスに移籍する。この年の成績は4勝3敗、防御率3.33で、この年はhigh-Aに昇格しスタートしたが約1ヶ月でlow-Aに降格した。low-Aでのチームメイトには2010年ルーキー・オブ・ザ・イヤーを獲得したネフタリ・フェリスや2011年にレンジャーズチーム最多の16勝を挙げたデレク・ホランドなどがいた。 low-Aでシーズンを終え次の年のキャンプに備えていたが、2009年1月にレンジャーズ4年目のスプリングキャンプ前に戦力外通告を受ける。
マイナー時代は主に中継ぎ投手だった。

### 日本時代
帰国後、2009年に香川オリーブガイナーズに入団。2009年は39試合に登板して4勝5敗2セーブ（防御率3.92）、2010年は23試合に登板して3勝0敗1セーブ（防御率3.34）の成績であった。
2010年10月28日、ドラフト会議にて東京ヤクルトスワローズから育成2位指名を受けた。
2012年10月3日に戦力外通告を受けた。ヤクルトから戦力外通告後、2012年11月12月台湾プロ野球の兄弟エレファンツ、Lamigoモンキーズのテストを受けるため台湾紅チームの一員として台湾ウィンターリーグに参加。
2013年1月台湾からのテスト結果は不合格。
これを機に現役を引退する意向を示している。

### 現役引退後
引退後は不動産会社に勤務し同社のスポーツ事業として野球の普及活動に携わる。
2014年に独立し株式会社FROM BASE.を立ち上げ、自身の野球経験を活かし子供・青少年への野球の指導を行っていた。現在は大正大学硬式野球部の投手コーチ。

## プレースタイル
長身から繰り出すMAX152km/hの角度のあるストレートが武器。変化球は、落差のあるカーブやスライダー・チェンジアップなどを投げる。ドラフト指名時は、ヤクルトの編成部からもっとスピードが出ればフォークも生きてくると伸びしろに期待されていた。

## 詳細情報

### 年度別投手成績
- 一軍公式戦出場なし

### 独立リーグでの投手成績
四国・九州アイランドリーグ
以下の数値は四国リーグplusウェブサイト掲載の各シーズン選手成績による。
| 年 度     | 球 団     | 防 御 率 | 登 板 | 勝 利 | 敗 戦 | セ 丨 ブ | 完 投 | 完 封 | 無 四 球 | 投 球 回 | 打 者 | 被 安 打 | 被 本 塁 打 | 奪 三 振 | 与 四 球 | 与 死 球 | 失 点 | 自 責 点 |
| --------- | --------- | -------- | ----- | ----- | ----- | -------- | ----- | ----- | -------- | -------- | ----- | -------- | ----------- | -------- | -------- | -------- | ----- | -------- |
| 2009      | 香川      | 3.92     | 39    | 4     | 5     | 2        | 0     | 0     | 0        | 78.0     | 341   | 79       | 5           | 48       | 32       | 2        | 49    | 34       |
| 2010      | 香川      | 3.34     | 23    | 3     | 0     | 1        | 0     | 0     | 0        | 67.1     | 287   | 62       | 0           | 28       | 25       | 3        | 34    | 25       |
| 通算：2年 | 通算：2年 | 3.65     | 62    | 7     | 5     | 3        | 0     | 0     | 0        | 145.1    | 141   | 297      | 5           | 76       | 57       | 5        | 83    | 59       |

### 背番号
- 16 （2009年 - 2010年）
- 118 （2011年 - 2012年）